# Noragugume
Noragugume (sardisk: Noragùgume) er en by og en kommune (comune) i provinsen Nuoro i regionen Sardinien i Italien. Byen ligger i 288 meters højde og har 311 indbyggere (2016). Kommunen har et areal på 26,73 km² og grænser til kommunerne Bolotana, Dualchi, Ottana, Sedilo og Silanus.